# Juan Fernández de Velasco y Barreda
Juan Fernández de Velasco y Barreda ( ¿? - 1551) hijo de Pedro Fernández de Velasco y Tovar quien fue V conde de Haro , III duque de Frías , IX condestable de Castilla , grande de España y Caballero del Toisón de Oro y de la señora Isabel de Barreda.
Caso con Casilda de Setién, con la que tuvo a:
- Pedro Fernández de Velasco y Setién
- Juan Fernández de Velasco y Setién

Y en segundas nupcias, casó con María de Herrera, con la que tuvo a:
- Diego Fernández de Velasco y Herrera